# Olivină
Olivina (latin oliva: măslină) este un termen colectiv pentru minerale din grupa silicaților, cu o formulă chimică: (Mg,Fe)2SiO4. 

## Descriere
Alcătuiesc o serie de cristale mixte. Olivina în natură conține cantități mici de nichel, (Ni) magneziu (Mg) respectiv fier (Fe) (substituite). cu o legătură de SiO4. Olivina bogată în fier este denumită Fayalit Fe2SiO4
iar cea bogată în magneziu Forsterit Mg2SiO4; între cele două forme sunt mineralele de tranziție numite Hyalosiderit și Hortonolith. Cristalele mari și clare de olivină sunt apreciate ca pietre semiprețioase (Peridot sau Chrysolith).
Olivina cristalizează in sistemul ortorombic, având o duritate de 6,5-7; în formă curată are culoare galben-brună, sau verzuie până la negru, cu urma albă. Cristalele au un habitus prismatic, cu plăci groase.

## Răspândire
Olivinele sunt cristalele de silicați cele mai frecvente, alcătuind cea mai mare parte a scoarței terestre, unde Mg și Fe se găsesc într-un raport de 9:1, având o parte componentă importantă în rocile magmatice bazice ca Gabro, Peridotit, sau Bazalt. Dunit este o rocă ce constă aproape exclusiv din olivină având până la 15 cm mărime cristale de Forsterit. Prin procese metamorfice ia naștere din varianta de olivină, Forsterit, din Dolomite calcar; sau procesul invers prin acțiunea intemperiilor, precipitațiilor și prin contactul cu minerale bogate în soluții hidrotermale se formează serpentine din olivină. 
Alte forme de transformare a olivinei sunt: Pallasit, Chondrit, Wadsleyit ("Spinell modificat"), Ringwoodit, Perovskit (Mg,Fe)SiO3 și Magnesiowüstit (Mg,Fe)O.